# Family Dog (hippies)
Pour les articles homonymes, voir Family Dog.
Family Dog est un groupe informel de hippies de San Francisco en Californie dans le milieu des années 1960. Mené par Chet Helms et Luria Castell, il comprenait Ellen Harmon, le groupe The Charlatans, les affichistes Alton Kelley et Stanley « Mouse » Miller, le photographe Herb Greene et Rock Scully futur manager de Grateful Dead. Ce groupe avait pour objectifs d'organiser des concerts de rock.
Le plus hippie des organisateurs de concerts des années 1960 a pour devise : « Puisse le petit Jésus vous fermer la bouche et vous ouvrir l'esprit ».